# Gerhard Korte

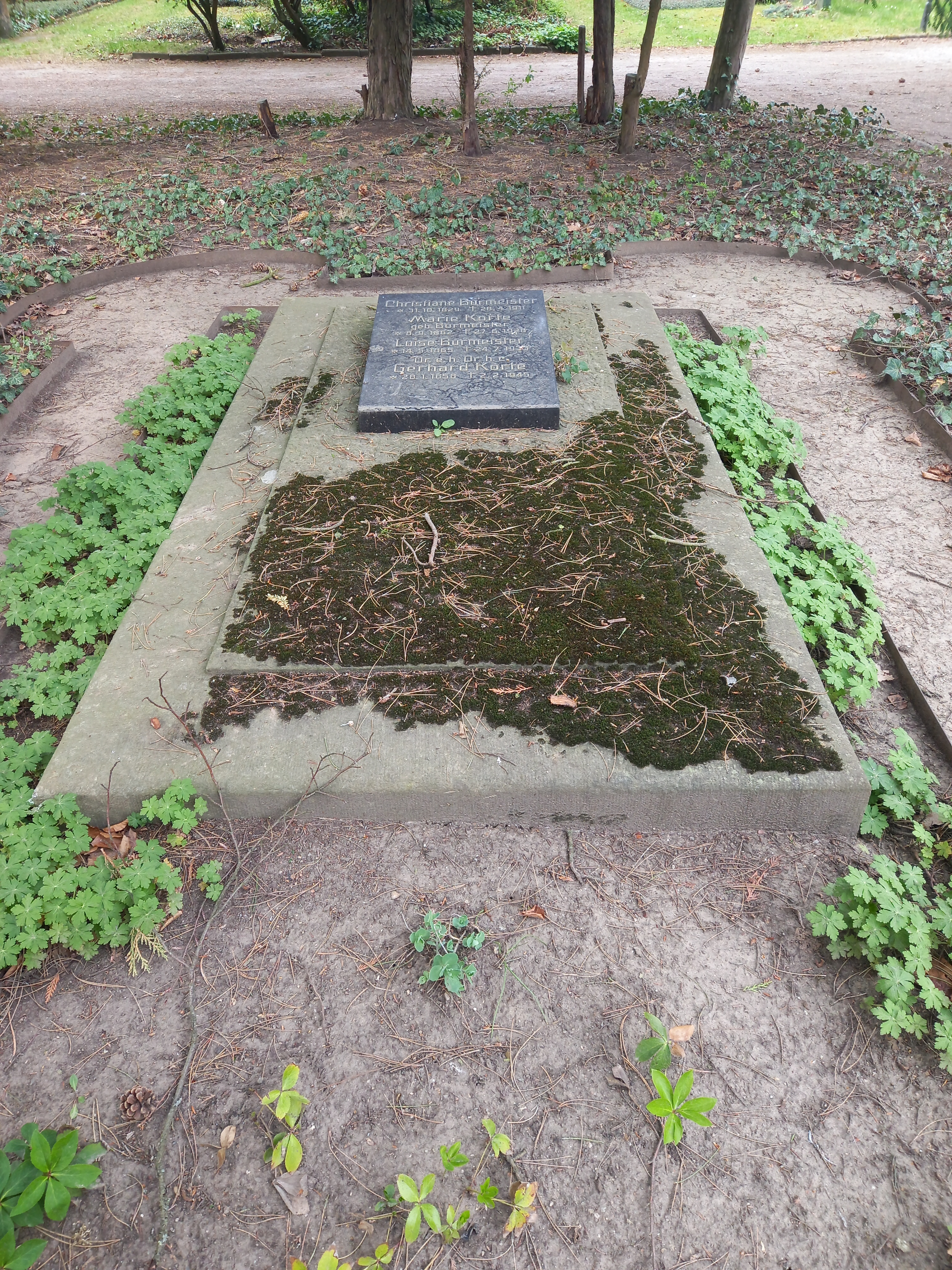
Das Grab von Gerhard Korte und seiner Ehefrau Marie geborene Burmeister im Familiengrab auf dem Westfriedhof (Magdeburg)

Gerhard Korte (* 28. Januar 1858 in Celle; † 2. Februar 1945 in Magdeburg) war ein deutscher Kaufmann und Bergbau-Unternehmer. Er war einer der Pioniere der Kaliförderung.

## Leben
Korte absolvierte nach dem Besuch von Gymnasien in Bernburg (Saale) und Zerbst eine kaufmännische Lehre. Anschließend betätigte er sich in Aschersleben im Steinsalzhandel.
Von 1889 an befasste er sich im oberen Allertal mit der Erschließung von Kalisalz-Lagern. Dazu gründete er die Bohrgesellschaft „Gott mit uns“ und erwarb 60 Grundstücke zwischen Weferlingen und Eilsleben. Die ersten Probebohrungen ließ er bei Walbeck unter großer Geheimhaltung durchführen, um den preußischen Staat nicht zu früh auf seine Funde aufmerksam zu machen. Nachdem die Bohrungen erfolgreich waren, beantragte Korte 1890 offiziell eine Abbaugenehmigung. Die Bergbehörde verweigerte Korte aber die Errichtung einer bergrechtlichen Gewerkschaft zum Betrieb einer Kalimine und unterbreitete ihm stattdessen ein Kaufangebot. Korte lehnte dieses Angebot ab, reaktivierte das stillgelegte Eisensteinbergwerk Burbach im Siegerland und verlegte den Sitz der dieses Bergwerk betreibenden Gewerkschaft nach Magdeburg. 1897 förderten Bohrungen bei Beendorf Rohsalz mit hohem Kaligehalt zutage, sodass dort ab 1899 mit der regelmäßigen Förderung begonnen wurde. Zur Herstellung des erforderlichen Kaliumchlorids pachtete Korte zunächst in Schönebeck (Elbe) eine Fabrik, bevor er im Juli 1902 eine eigene Kalifabrik unmittelbar an den Förderanlagen errichtete.
1900 trat das Unternehmen dem Deutschen Kalisyndikat bei. Korte gehörte dessen Präsidium an und war ab 1927 Vorsitzender des Syndikats. Finanziell unterstützt vom Direktor der Magdeburger Straßenbahn AG und von seinem Bruder Friedrich, richtete Korte in Walbeck, Alleringersleben, Ummendorf und Eilsleben weitere Förderbetriebe ein und erwarb dazu Ländereien mit einer Fläche von 130 km², die sich über 30 km ausdehnten. Dabei arbeitete Korte eng mit dem Bund der Landwirte zusammen. Schließlich wurden die Betriebe zur Kaliwerke Ummendorf-Eilsleben AG zusammengeführt. 1906 formte Korte aus den Gewerkschaften Burbach, Walbeck, Bartensleben, Buchberg sowie einigen kleineren Gewerkschaften unter Angliederung der Krügershall AG den Kalikonzern Burbach, aus dem 1928 die Burbach-Kaliwerke AG hervorging. Dort hatte Korte bis 1940 den Vorsitz im Aufsichtsrat inne.

## Ehrungen
Korte gehörte zu den führenden Persönlichkeiten seiner Zeit in der deutschen Kaliindustrie. Die Bergakademie Clausthal verlieh ihm 1927 die Ehrendoktorwürde eines Dr.-Ing. E.h., die Albert-Ludwigs-Universität Freiburg 1928 die eines Dr. rer. pol. h.c. In der Stadt Magdeburg, in Stadtfeld Ost, war zeitweise die Gerhard-Korte-Straße nach ihm benannt; die Straße wurde 1954 nach Martin Andersen Nexø umbenannt.